# Olle Johansson (agronom)
Olle Anton Herbert Johansson, född 26 oktober 1918 i Söderåkra församling, Kalmar län, död 24 november 1998 i Uppsala, var en svensk agronom.
Johansson avlade agronomexamen 1948 och blev agronomie doktor 1959 (på avhandlingen On sulphur problems in Swedish agriculture). Han blev docent vid Lantbrukshögskolan 1962 och var verksam som statsagronom där 1963–1977. 
Johansson invaldes 1967 som ledamot av Skogs- och lantbruksakademien och var professor samt sekreterare vid akademien 1977–1984.